# Immeuble d'habitation de la place Koudrine
L'immeuble d'habitation de la place Koudrine (en russe Жилой дом на Кудринской площади) est un gratte-ciel situé sur la place Koudrine à Moscou, en Russie. Il fait partie de l'ensemble de gratte-ciel staliniens les Sept Sœurs.
La construction du bâtiment a pris fin en 1954. Il est haut de 160 m et comporte 22 étages. La tour centrale est surmontée d'une flèche de 30 m.